# Коруния (комарка)
Коруния (исп. La Coruña, галис. A Coruña) — район (комарка) в Испании, входит в провинцию Ла-Корунья в составе автономного сообщества Галисия.

## Муниципалитеты
1. Абегондо
2. Артейхо
3. Бергондо
4. Камбре (Ла-Корунья)
5. Карраль
6. Ла-Корунья
7. Кульередо
8. Олейрос
9. Сада